# Dogma centrale della biologia molecolare
(Francis Crick)

Mappa concettuale per il dogma centrale della biologia molecolare.

Il dogma centrale della biologia molecolare è un principio formulato negli anni cinquanta del XX secolo, secondo cui, in biologia molecolare, il flusso dell'informazione genetica è monodirezionale: parte dagli acidi nucleici per arrivare alle proteine, senza considerare un percorso inverso. Il termine «dogma» non era inteso in senso assoluto, ma come una sorta di principio della biologia molecolare; il termine derivava da una personale interpretazione dell'ideatore della teoria, il premio Nobel per la medicina Francis Crick.
Allo stato attuale, il "dogma centrale" può considerarsi come una rassegna dei principali meccanismi alla base dell'espressione genica, in quanto nel tempo sono stati scoperti altri meccanismi biologici che espandono questa descrizione. Nel sistema dell'espressione genica cellulare sono identificabili tre punti che rappresentano la direzione fondamentale del flusso di informazione genetica:
- L'informazione genetica è conservata negli acidi nucleici DNA ed RNA (in quest'ultimo caso, avviene in alcuni virus), che possono essere duplicati per la propagazione dell'informazione.
- Il DNA, per essere espresso nella cellula, viene trascritto sotto forma di RNA. L'RNA, presente in alcuni virus come informazione genetica, può essere retrotrascritto in DNA.
- L'RNA (se codificante) è tradotto in proteine, concepite come la forma operativa e terminale delle informazioni contenute nel genoma.

## Storia del termine
Il "dogma centrale" fu introdotto nel 1958 dal premio Nobel Francis Crick, scopritore, insieme a James D. Watson e Maurice Wilkins, della struttura a doppia elica del DNA. Il termine dogma non andava però inteso letteralmente proprio come tale, cioè come un'asserzione aprioristica da considerarsi e prendere per vera, senza poterla assoggettare a discussione, critica o revisione; Crick stesso spiegò poi nella sua autobiografia:
(Francis Crick, What Mad Pursuit: A Personal View of Scientific Discovery)
Nel periodo successivo alla formulazione di questa ipotesi, tuttavia, gran parte dei biologi molecolari si convinse che questo fosse un vero e proprio assioma scientifico: nel 1970, la rivista Nature scriveva che «il dogma centrale afferma che tali informazioni non possono essere ritrasferite dalle proteine ad altre proteine o agli acidi nucleici».

## Aggiornamenti al "dogma"
I retrovirus conservano la propria informazione genetica sotto forma di RNA, e hanno un ciclo di replicazione che prevede la retrotrascrizione in DNA, che va a integrarsi nel genoma dell'ospite; la retrotrascrizione non è ristretta solo ai virus: i retrotrasposoni sono sequenze di DNA che si replicano attraverso una retrotrascrizione dell'RNA trascritto dalla propria sequenza. Ad ogni modo non c'è infrazione al dogma centrale, perché l'informazione si trasferisce tra acidi nucleici.
Anche i meccanismi epigenetici di metilazione regolano l'attività del DNA, senza però modificarne la sequenza; l'editing e lo splicing alternativo sono ulteriori meccanismi con cui l'RNA può modificare il prodotto proteico finale; rimane in questi casi ancora valida una forma del dogma centrale, in quanto l'informazione fluisce comunque unidirezionalmente dagli acidi nucleici alle proteine.

## Concezione attuale dell'informazione biologica
| Generale                    | Speciale                        | Sconosciuta                   |
| --------------------------- | ------------------------------- | ----------------------------- |
| DNA → DNA (Replicazione)    | RNA → DNA (Retrotrascrizione)   | proteina → DNA                |
| DNA → RNA (Trascrizione)    | RNA → RNA (Replicazione virale) | proteina → RNA                |
| RNA → proteina (Traduzione) | DNA → proteina                  | proteina → proteina (Prioni?) |

Esistono 3 grandi classi di biomolecole: il DNA, l'RNA e le proteine. Sono dunque virtualmente possibili 9 (cioè 3×3) tipi di trasferimento diretto di informazioni biologiche tra essi; il dogma centrale moderno li raggruppa in tre gruppi, ciascuno composto da 3 casi: 3 sono i casi di "trasmissione generale", che si verificano normalmente nella maggior parte delle cellule; 3 quelli di "trasmissione speciale", la cui possibilità di verificarsi è nota, ma solo in condizioni specifiche. Infine, i tre casi di "trasmissione sconosciuta" non sono mai stati riscontrati e sono ritenuti improbabili: tra questi, la replicazione proteina-proteina, che non è identificabile nel meccanismo dei prioni in quanto, sebbene comporti trasferimento di informazione, non dà luogo tuttavia alla creazione di nuove proteine, e inoltre le interazioni tra prioni cambiano la forma delle proteine senza cambiare però la loro sequenza amminoacidica, per cui, in ogni caso, nel meccanismo prionico l'informazione non risale agli acidi nucleici per esserne registrata ma resta confinata tra le proteine. Riassumendo, dunque, si ha la seguente classificazione
Trasmissione generale
- DNA → DNA: Replicazione
- DNA → RNA: Trascrizione
- RNA → proteina: Traduzione

Trasmissione speciale
- RNA → DNA: Retrotrascrizione
- RNA → RNA: Transcrittasi inversa, Replicazione virale
- DNA → proteina: la traduzione diretta dal DNA alle proteine è stata dimostrata in un sistema acellulare (cioè in provetta), utilizzando estratti di E. coli che contenevano ribosomi ma non cellule intatte. Queste subunità cellulari hanno sintetizzato le proteine partendo da DNA a singolo filamento isolato da alcuni organismi (topo e rospo); la neomicina migliora questo processo. Tuttavia, non è stato chiarito se questo meccanismo di traduzione corrispondesse correttamente al codice genetico, né se avvenga in vivo.[4][5]